# Бинивил
Бинивил (фр. Biniville) насеље је и општина у северној Француској у региону Доња Нормандија, у департману Манш која припада префектури Шербур-Октевил.
По подацима из 2011. године у општини је живело 108 становника, а густина насељености је износила 36,24 становника/km². Општина се простире на површини од 2,98 km². Налази се на средњој надморској висини од 35 метара.

## Демографија
| 1962. | 1968. | 1975. | 1982. | 1990. | 1999. | 2011. |
| ----- | ----- | ----- | ----- | ----- | ----- | ----- |
| 68    | 89    | 103   | 105   | 95    | 89    | 108   |

График промене броја становника у току последњих година